# Jerzy Grotowski
Jerzy Marian Grotowski (IPA: [ˈjɛʐɨ ˈmarjan ɡrɔˈtɔfskʲi]) (Rzeszów, 11 agosto 1933 – Pontedera, 14 gennaio 1999) è stato un regista teatrale polacco, figura di spicco dell'avanguardia teatrale del Novecento.
È ricordato per aver ideato una rivoluzionaria tecnica di formazione per gli attori; esponente del teatro d'avanguardia creò la concezione di "teatro povero" che ispirò il cambiamento nell'approccio alla recitazione a lui successivo.

## Biografia
Grotowski nacque a Rzeszów, nella parte polacca della Rutenia Rossa (compresa oggi nel Voivodato della Precarpazia), nel 1933 ma fino all'età di sei anni crebbe nella non troppo distante Przemyśl. Allo scoppio della Seconda guerra mondiale la famiglia si separò: la madre si trasferì con lui nel piccolo villaggio di Nienadówka, mentre il padre si arruolò come ufficiale nell'Esercito polacco e più tardi si stabilirà in Inghilterra.
Nel 1955 Grotowski si laureò presso la Scuola Superiore d'Arte Teatrale di Cracovia con una tesi sulla recitazione. Subito dopo si recò in Unione Sovietica, a Mosca, per studiare regia presso l'Istituto Lunačarskij per le arti teatrali (oggi Università russa di arti teatrali). Durante il suo soggiorno nella capitale sovietica, terminato nel 1956, imparò i nuovi indirizzi teatrali introdotti da figure di spicco del teatro russo come Stanislavskij, Vachtangov, Mejerchol'd e Tairov.
Ritornato in Polonia, Grotowski ampliò i suoi studi di regia presso la stessa scuola teatrale che aveva frequentato tra il 1956 e il 1960. Nel 1959 si trasferì ad Opole, dove assunse l'incarico di direttore del piccolo teatro locale, il Teatr 13 Rzedow ("Teatro delle Tredici File"), chiamato così per via delle tredici file di poltrone che lo costituivano e nel 1962 ribattezzato significativamente Teatr Laboratorium ("Teatro Laboratorio") per poi, nel 1965, spostare il tutto a Breslavia dove continuò la sua attività teatrale.
Grotowski rivoluzionò il teatro e, insieme al suo allievo Eugenio Barba, successivamente direttore e fondatore dell'Odin Teatret, è considerato uno dei padri del teatro contemporaneo. Nella sua opera Per un Teatro Povero (1968) dichiarò che il teatro non avrebbe potuto, e né dovuto, competere con lo spettacolo travolgente del cinema, ma avrebbe dovuto concentrarsi sulla radice più profonda dell'atto teatrale: gli attori di fronte agli spettatori.
Ammirata e venerata ancora ai giorni nostri, l'attività di regia svolta da Grotowski coprì comunque un periodo relativamente breve, non più d'una decina d'anni (1959-1969). Grotowski stesso spiegò il ritiro dalle scene:
«Non è l'avventura teatrale che è importante nella vita, ma la vita come avventura, questo è importante. All'inizio per me il teatro è stato unicamente il pretesto, lo pseudonimo della vita come avventura, un raggio in più. Il teatro non è stato niente di più per me, mai; l'attore era lo pseudonimo per dire essere umano, niente più.»
Il regista seguitò comunque con esperimenti parateatrali, intesi come lavoro su di sé e che si pongono in linea continua con l'indagine psicofisica iniziata con l'attività di regia teatrale e illustrata nella già citata opera Per un Teatro Povero. Per Grotowski infatti fu sempre importante il rapporto con l'essere umano, tant'è che, come lui stesso affermava, nella sua giovinezza avrebbe potuto dedicarsi indifferentemente allo yoga alla psichiatria o alla regia teatrale.
Nel 1986, su invito del Centro per la Sperimentazione e la Ricerca Teatrale di Pontedera (in provincia di Pisa), fondò nel borgo toscano il Workcenter of Jerzy Grotowski, con il contributo dell'Università della California e in collaborazione con Peter Brook del Centre International de Recherches Théâtrales. Nel 1996, in seguito alla stretta collaborazione con Thomas Richards, il Workcenter cambia il proprio nome in Workcenter of Jerzy Grotowski and Thomas Richards. Il Workcenter è ancora oggi un istituto creativo di educazione permanente per artisti adulti, in cui i partecipanti affrontano qui gli aspetti sistematici della creatività all'interno di una struttura drammatica che si basa sul rigore e sulla precisione ed è in relazione con le profonde, antiche radici dell’arte del teatro.
Il 17 novembre 1997 l'Università di Bologna - Facoltà di Lettere e Filosofia gli conferì la Laurea Honoris Causa in Discipline delle Arti, della Musica e dello Spettacolo.
Dal 2007 il Workcenter ospita due gruppi di lavoro: il Focused Research Team in Art as Vehicle (diretto da Thomas Richards) e il gruppo di Open Program (diretto da Mario Biagini).
Grotowski morì a Pontedera nel 1999, dove risiedeva dal 1986.

## La nozione di un teatro 'povero'
(Jerzy Grotowski, Per un Teatro Povero)
Grotowski fu un rivoluzionario nel teatro perché provocò un ripensamento del concetto stesso di teatro e del suo scopo nella cultura contemporanea. Una delle sue idee chiave è la nozione del teatro povero. Con questa espressione egli intendeva un teatro in cui la preoccupazione fondamentale fosse il rapporto dell'attore con il pubblico, non l'allestimento scenico, i costumi, le luci o gli effetti speciali. Nella sua ottica queste erano soltanto delle trappole che, se potevano intensificare l'esperienza teatrale, non erano però necessarie ai fini del nucleo del messaggio che il teatro doveva generare. 'Povero' significava l'eliminazione di tutto ciò che non era necessario e che avrebbe lasciato l'attore 'spogliato' e vulnerabile. Applicando questo principio al suo 'laboratorio' in Polonia, Grotowski si disfece di tutti i costumi e dell'allestimento scenico e preferì lavorare con allestimenti completamente neri e con attori che indossavano costumi di prova totalmente neri, almeno nel processo di prova. Fece eseguire agli attori rigorosi esercizi in modo che assumessero il totale controllo dei loro corpi. L'importante per Grotowski era cosa avrebbe potuto fare l'attore con il suo corpo e la sua voce senza aiuti e unicamente con l'esperienza viscerale con il pubblico. In questo senso sovvertì le tradizioni dei costumi esotici e degli allestimenti scenici sbalorditivi che avevano guidato la maggior parte del teatro europeo a partire dal XIX secolo. Ciò non significa che nelle esibizioni teatrali pubbliche egli trascurasse completamente le luci e gli allestimenti, ma che questi ultimi erano secondari e tendevano a fungere da complemento alla già esistente eccellenza degli attori.
A questo concetto di 'teatro povero' Grotowski (un ateo) aggiunse il concetto di 'sacerdozio' o sacralità dell'attore. Quando l'attore entrava nella santità dello spazio scenico in quel momento accadeva qualcosa di speciale, qualcosa di molto simile alla Messa nella Chiesa cattolica. Era in questo spazio, nella sacra relazione tra l'attore e il pubblico che il pubblico veniva sfidato a pensare e ad essere trasformato dal teatro. In tal senso Grotowski è stato una delle figure chiave nello sviluppo del teatro politico del XX secolo. Le sue produzioni teatrali spesso contengono temi politici e sociali. L'attore, dipendente solo dai doni naturali della voce e del corpo, poteva consegnare al pubblico i rituali sacri del teatro e i temi della trasformazione sociale. Il pubblico divenne un pilastro dell'esibizione teatrale, e il teatro diventò più di un semplice intrattenimento: diventò un sentiero verso la comprensione. Il regime di allenamento di Grotowski era designato per:
1. Eliminare, non insegnare qualcosa (Via Negativa).
2. Intensificare ciò che già esiste.
3. Creare tutto ciò che è necessario per la rappresentazione teatrale nel corpo dell'attore, con il minimo utilizzo di materiale scenico.
4. Promuovere un rigoroso allenamento fisico e vocale degli attori.
5. Evitare il magnifico se non favorisce la verità.

Momento fondamentale per il regista polacco non è tanto lo spettacolo in sé quanto le prove, nelle quali si viene a creare lo stretto rapporto regista-attore. In occasione de Il Principe Costante (capolavoro del 1965) Grotowski passa mesi in compagnia dell'attore protagonista Cieslak il quale solo in un secondo tempo inizierà a provare con il resto degli attori e ad utilizzare il copione. Il lavoro condotto dalla coppia si basa principalmente sulle azioni fisiche che scaturiscono dal ricordo di un'esperienza giovanile amorosa dell'attore le quali saranno poi applicate alla recitazione finale, col fine di travolgere come una tempesta in arrivo.
Grotowski rimase sempre convinto che il teatro non avrebbe mai potuto competere con il cinema e che il cinema offrisse un'esperienza diversa dal teatro. Voleva portare al pubblico un teatro che stimolasse il confronto, che mettesse alla prova e che coinvolgesse l'esperienza. Era un teatro basato non tanto sull'immagine (come invece avviene nel cinema o nella televisione), ma sulla presenza dell'attore.
Grotowski, dopo la scrittura e la pubblicazione della sua opera, acquisì notorietà e ricevette numerosi inviti a lavorare nelle più importanti scuole di arte drammatica, compagnie teatrali e università in Europa e in America. Molti di questi inviti egli li rifiutò, preferendo, invece, restare con i suoi attori nel suo piccolo 'laboratorio', in una relativa oscurità.
La sua lezione ha influenzato gran parte del teatro italiano contemporaneo, soprattutto la cosiddetta area della ricerca: dai maestri degli anni settanta-ottanta come Gian Carlo Riccardi, Leo De Berardinis, Francesco Mazzullo ai più giovani Roberto Latini, Danio Manfredini, Andrea Rossetti.
Grotowski era dottore Honoris Causa della De Paul University di Chicago, 1985; Honorary Foreign Member of the American Academy of Arts and Sciences, 1987; è stato insignito del grado di Commandeur dans l’Ordre des Arts et des Lettres, Parigi, 1989; ha ricevuto una Fellowship della MacArthur Foundation, USA, 1991; era Dottore Honoris Causa dell’Università di Wroclaw, Polonia, 1991, della New School for Social Research, New York, USA, 1994, e dell’Università degli Studi di Bologna, 1997; ha ricevuto nel 1994 il Premio Nonino e nel maggio del 1998 gli è stato attribuito il Pegaso d’Oro Straordinario per la Cultura della Regione Toscana. 
Dal 1996 fu Professore al Collège de France, a Parigi, come titolare della cattedra di Antropologia Teatrale.